# Petrotyx
Petrotyx is een geslacht van straalvinnige vissen uit de familie van naaldvissen (Ophidiidae).

## Soorten
- Petrotyx hopkinsi Heller & Snodgrass, 1903.
- Petrotyx sanguineus (Meek & Hildebrand, 1928).